# Stani's Python Editor
Stani's Python Editor (SPE) jest wolnym i darmowym zintegrowanym środowiskiem programistycznym (IDE) do języka Python. Korzysta z biblioteki wxPython. Ma wbudowane m.in. debugger, listę TODO i wyszukiwanie po wielu plikach.